# 三國御史大夫、司空列表
洪飴孫《三國職官表》：「魏司空公一人，第一品，掌水土事。魚豢曰：『禹為司空，披九山，通九澤，次九州。使各以其職來貢，地方五千里，至於荒服，是其職也。』建安十八年，魏國初置御史大夫，黃初元年改為司空，與太尉、司徒為三公。居是官者十八人。（景初元年崔林為司空，封安陽亭侯。三公封列侯自此始。）……蜀無。吴同。寶鼎三年置，居是官者三人。」今據《三國志》諸《帝紀》、《主傳》；萬斯同《歷代史表》中《魏國將相大臣年表》、《魏將相大臣年表》、《吳將相大臣年表》作此表，在位年數不足一年者，按一年計算。

## 御史大夫

### 魏國
《三國志·魏書·武帝紀》載：「（建安二十二年）六月，以軍師華歆為魏國御史大夫。」
| 序次                             | 爵位     | 姓名 | 在位年數 | 在位時間     | 魏王      |
| 東漢魏國御史大夫（213年－220年） |          |      |          |              |           |
| 1                                | 博平敬侯 | 華歆 | 2年      | 218年－220年 | 曹操      |
| 2                                | 蘭陵成侯 | 王朗 | 1年      | 220年        | 曹操 曹丕 |

### 蜀
蜀漢不置御史大夫。

### 吳
《三國志·吳書·三嗣主傳》載：「（永安元年冬十月壬午）武衛將軍恩為御史大夫、衛將軍、中軍督，封縣侯。」
| 序次                         | 爵位 | 姓名 | 在位年數 | 在位時間     | 皇帝          |
| 東吳御史大夫（222年－280年） |      |      |          |              |               |
| 1                            | 無   | 孫恩 | 1年      | 258年        | 吳景帝        |
| 2左                          | 無   | 丁密 | 6年      | 262年－268年 | 吳景帝 吳末帝 |
| 2右                          | 無   | 孟宗 | 6年      | 262年－268年 | 吳景帝 吳末帝 |

## 司空

### 魏
《三國志·魏書·文帝紀》載：「黃初元年十一月癸酉……改相國為司徒，御史大夫為司空，奉常為太常，郎中令為光祿勳，大理為廷尉，大農為大司農。」
| 序次                     | 爵位     | 姓名   | 在位年數 | 在位時間     | 皇帝                  |
| 曹魏司空（220年－265年） |          |        |          |              |                       |
| 1                        | 蘭陵成侯 | 王朗   | 6年      | 220年－226年 | 魏文帝                |
| 2                        | 潁陰靖侯 | 陳群   | 11年     | 226年－237年 | 魏文帝 魏明帝         |
| 3                        | 長垣敬侯 | 衛臻   | 1年      | 237年－238年 | 魏明帝                |
| 4                        | 安陽孝侯 | 崔林   | 7年      | 238年－245年 | 魏明帝 齊王曹芳       |
| 5                        | 都鄉穆侯 | 趙儼   | 1年      | 245年        | 齊王曹芳              |
| 6                        | 安國元侯 | 高柔   | 3年      | 245年－248年 | 齊王曹芳              |
| 7                        | 南鄉侯   | 王凌   | 1年      | 248年－249年 | 齊王曹芳              |
| 8                        | 大利景侯 | 孫禮   | 1年      | 249年－250年 | 齊王曹芳              |
| 9                        | 長社侯   | 司馬孚 | 1年      | 250年        | 齊王曹芳              |
| 10                       | 壽光侯   | 鄭沖   | 6年      | 250年－256年 | 齊王曹芳 高貴鄉公曹髦 |
| 11                       | 容城成侯 | 盧毓   | 1年      | 256年－257年 | 高貴鄉公曹髦          |
| 12                       | 高平侯   | 諸葛誕 | 1年      | 257年        | 高貴鄉公曹髦          |
| 13                       | 京陵穆侯 | 王昶   | 1年      | 258年－259年 | 高貴鄉公曹髦 魏元帝   |
| 14                       | 陽鄉肅侯 | 王觀   | 1年      | 260年        | 魏元帝                |
| 贈                       | 潁陰穆侯 | 陳泰   | －       | 260年贈      |                       |
| 15                       | 萬歲亭侯 | 王祥   | 4年      | 260年－264年 | 魏元帝                |
| 贈                       | 東武景侯 | 王基   | －       | 261年贈      |                       |
| 16                       | 臨淮侯   | 荀顗   | 1年      | 264年－265年 | 魏元帝                |

### 蜀
蜀漢不置司空。

### 吳
《三國志·吳書·三嗣主傳》載：「（寶鼎）三年春二月，以左右御史大夫丁固、孟仁為司徒、司空。」
| 序次                     | 爵位 | 姓名 | 在位年數 | 在位時間     | 皇帝   |
| 東吳司空（222年－280年） |      |      |          |              |        |
| 1                        | 無   | 孟仁 | 3年      | 268年－271年 | 吳末帝 |
| 2                        | 無   | 董朝 | 不詳     | 271年－？    | 吳末帝 |